# Southern Manifesto
Southern Manifesto (doslova „Jižní manifest“) byl dokument, sepsaný v únoru až březnu 1956 členy amerického Kongresu proti rasové integraci na veřejných místech. Manifest podepsalo 101 kongresmanů (99 demokratů a 2 republikáni) z Alabamy, Arkansasu, Floridy, Georgie, Louisiany, Mississippi, Severní Karolíny, Jižní Karolíny, Tennessee, Texasu a Virginie. Dokument byl do značné míry sepsán jako reakce na rozhodnutí Nejvyššího soudu z roku 1954 v případu Brown vs. školní rada Topeky.
Původní verzi sepsal Strom Thurmond a finální verzi převážně Richard Russell. Manifest podepsalo 19 senátorů a 82 členů Sněmovny reprezentantů, včetně celé kongresové delegace států Alabama, Arkansas, Georgie, Louisiana, Mississippi, Jižní Karolína a Virginie. S výjimkou republikánů Joela Broyhilla a Richarda Poffa byli všichni signatáři tzv. „jižní demokraté“ (anglicky Southern Democrats; členové Demokratické strany žijící na americkém jihu). Zákony umožňující rasovou segregaci ve školách patřily do skupiny zákonů známé jako Jim Crow.
Manifest obviňoval Nejvyšší soud z „jasného zneužití soudní moci.“ Mimo to sliboval použití „veškerých zákonných prostředků za účelem zvrácení rozhodnutí [Nejvyššího soudu], které je protiústavní a zabránění vymáhání implementace tohoto rozhodnutí.“